# St. Maximilian Kolbe (Jerutki)
Bei der St.-Maximilian-Kolbe-Kirche in Jerutki (deutsch Klein Jerutten) handelt es sich um eine in der ersten Hälfte des 18. Jahrhunderts errichtete Fachwerkkirche. Bis 1945 war sie Pfarrkirche des evangelischen Kirchspiels Klein Jerutten in Ostpreußen, heute ist sie eine Filialkirche der römisch-katholischen Pfarrei Jerutki in der polnischen Woiwodschaft Ermland-Masuren.

## Geographische Lage
Jerutki liegt in der südlichen Mitte der Woiwodschaft Ermland-Masuren, etwa zehn Kilometer östlich der Kreisstadt Szczytno (deutsch Ortelsburg). Das Dorf ist von Młyńsko an der Landesstraße 53 (einstige deutsche Reichsstraße 134) aus über eine Nebenstraße zu erreichen. Die nächste Bahnstation ist Jeruty (Groß Jerutten) an der Bahnstrecke Olsztyn–Ełk.
Die Kirche steht in der westlichen Ortsmitte.

## Kirchengebäude

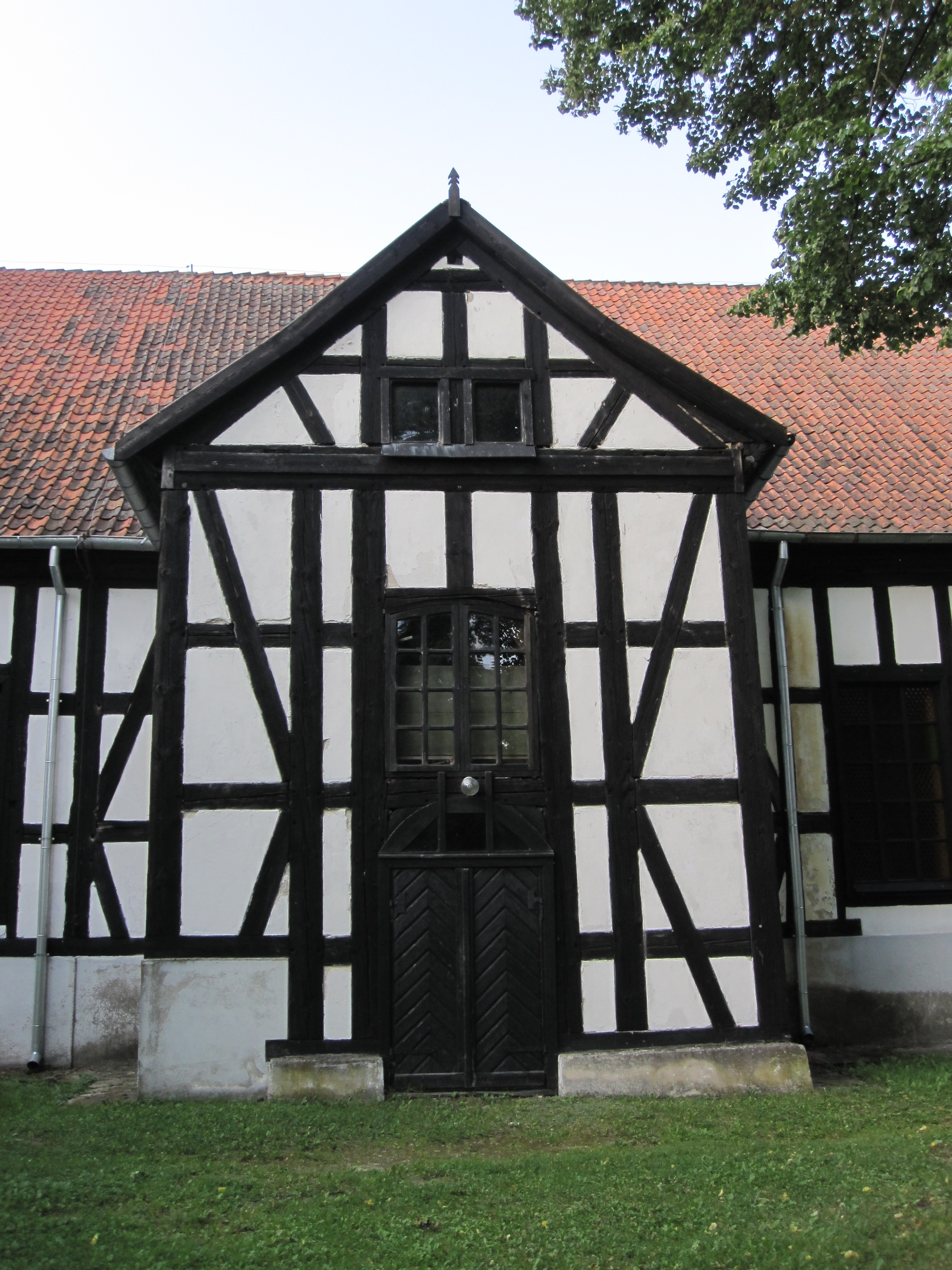
Vorhalle an der Südseite der Kirche

Die Kirche in Klein Jerutten wurde 1734 als Fachwerkkirche errichtet. Unmittelbar daneben legte man den Friedhof an.
Das Gotteshaus, an das 1821 der massive Turm angebaut wurde, hat einen dreiseitigen Chorabschluss. Der Innenraum ist von einer gewölbten, an den Seiten flachen Holzdecke überspannt. Der reich verzierte, holzgeschnitzte Kanzelaltar entstand 1737 und soll von Michael Kapitzki aus Willenberg (polnisch Wielbark) angefertigt worden sein. Etwa aus gleicher Zeit stammt ein Beichtstuhl, und nur wenig älter ist der Taufengel, der jetzt im Museum für Ermland und Masuren in Olsztyn (Allenstein) aufbewahrt wird.
Aus dem 18. Jahrhundert stammt die noch erhaltene Grabplatte der 17-jährig verstorbenen Frau des ersten Pfarrers in Klein Jerutten, Johann Biegon.
Eine Orgel erhielt die Kirche erst im 19. Jahrhundert. Sie wurde am 10. September 1858 eingeweiht, 1911 von dem aus Böhmen stammenden Orgelbaumeister Carl Novak in Königsberg (Preußen) renoviert und später noch einmal überarbeitet durch den aus Oberschlesien gebürtigen Orgelbaumeister Bruno Goebel, ebenfalls in Königsberg.

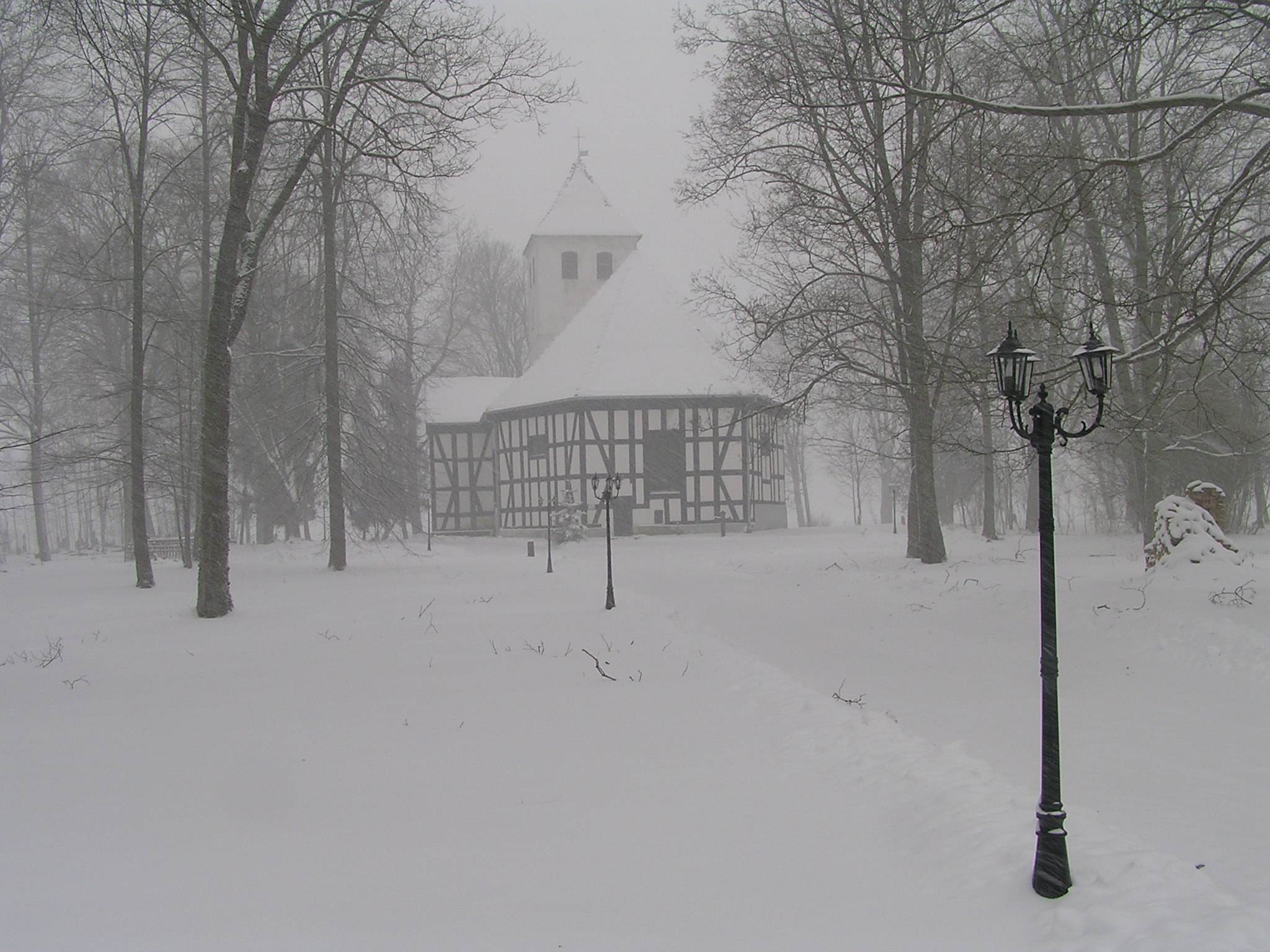
Die Kirche im Winter

Das Geläut der Kirche bestand ursprünglich aus drei Glocken, später waren es vier. Eine dieser Glocken befindet sich heute im Turm der Kirche in Lobmachtersen (Stadt Salzgitter in Niedersachsen). Sie war im Zweiten Weltkrieg für Munitionszwecke konfisziert worden, hat jedoch überlebt und tut heute ihren Dienst an neuer Stelle.
Seit den 1980er Jahren befindet sich das Gotteshaus im Eigentum der römisch-katholischen Kirche. Es wurde teilweise renoviert sowie baulich dem veränderten liturgischen Gebrauch angepasst und Maximilian Kolbe gewidmet. Neben der Kirche in Kolonia (Grünwalde) ist es eine Filialkirche der Pfarrei Świętajno (Schwentainen, 1938 bis 1945 Altkirchen).

## Kirchengemeinde

### Evangelisch

#### Kirchengeschichte
Klein Jerutten wurde im Jahre 1709 ein evangelisches Kirchdorf und gehörte lange Zeit zur Inspektion Rastenburg (polnisch Kętrzyn). Bereits 1710 nahm hier der erste Geistliche seinen Dienst auf. Bis zum Bau der Kirche vergingen jedoch noch viele Jahre.
Trivia: Im Jahre 1854 übergab König Friedrich Wilhelm IV. der Kirche Klein Jerutten den Schwarzen Adlerorden des Generals von Günther, worum dieser zu seinen Lebzeiten gebeten hatte. In jenem Jahr nämlich war der König mit seiner Gemahlin Elisabeth zu Besuch in Jerutten, um an den Aufenthalt seiner Eltern König Friedrich Wilhelm III. und der Königin Luise zu erinnern, die seinerzeit vor dem Altar der Kirche gebetet hatten.
Das Kirchspiel Jerutten umfasste eine weitflächige Region, bis im Jahre 1908 das Dorf Schwentainen (1938 bis 1945 Altkirchen, polnisch Świętajno) als eigenes Kirchdorf abgetrennt und mit einem eigenen Kirchspiel versehen wurde. Allerdings blieben beide Kirchen noch bis 1926 pfarramtlich verbunden.
Im Jahre 1925 zählte die Kirchengemeinde Klein Jerutten 7300 Gemeindeglieder gegenüber 4000 in der Kirchengemeinde Schwentainen. Beide waren bis 1945 in den Superintendenturbezirk Passenheim (polnisch Pasym) im Kirchenkreis Ortelsburg (Szczytno) in der Kirchenprovinz Ostpreußen der Kirche der Altpreußischen Union eingegliedert. Flucht und Vertreibung der einheimischen Bevölkerung im Rahmen des Zweiten Weltkrieges setzten dem Leben der evangelischen Kirchengemeinde in dem dann Jerutki genannten Dorf ein Ende. Heute hier lebender evangelische Kirchenmitglieder gehören zur Kirche in Szczytno in der Diözese Masuren der Evangelisch-Augsburgischen Kirche in Polen.
Im 19. Jahrhundert wurde in Klein Jerutten ein neues Pfarrhaus errichtet. Es stand in direkter Nähe der Kirche und scheint als unbewohntes Gebäude noch heute erhalten zu sein. Beim Durchzug der Franzosen auf ihrem Weg nach Moskau 1812 übernachteten die Generäle Dubois und Tierny im damaligen Pfarrhaus. Als 1813 im Gegenzug die Russen gen Frankreich zogen, nächtigte hier Großfürst Konstantin.
Der einstige evangelische Friedhof ist heute noch vorhanden, auch wenn zahlreiche Grabstellen sich in einem verwahrlosten Zustand befinden. Auf seinem Gelände steht ein Denkmal zur Erinnerung an die Gefallenen der Jahre 1914–1918. Es befindet sich in sehr ordentlichem Zustand.

#### Kirchspielorte
Zum Kirchspiel Klein Jerutten gehörten die Orte:
| Deutscher Name                      | Polnischer Name |
| ----------------------------------- | --------------- |
| Alt Keykuth (teilw.)                | Stare Kiejkuty  |
| *(Alt) Marxöwen 1938–45: Markshöfen | Marksewo        |
| Bergfelde 1938–45: Seenwalde        | Piasutno        |
| Gondelmühle                         |                 |
| *Klein Jerutten                     | Jerutki         |

| Deutscher Name                         | Polnischer Name |
| -------------------------------------- | --------------- |
| Kobiel 1938–45: Seeblick               | Kobiel          |
| Neu Marxöwen                           |                 |
| *Olschienen 1938–45: Ebendorf (Ostpr.) | Olszyny         |
| *Piassutten 1938–45: Seenwalde         | Piasutno        |
| *Plohsen                               | Płozy           |

| Deutscher Name                | Polnischer Name |
| ----------------------------- | --------------- |
| *Powalczin 1938–45: Schönhöhe | Powałczyn       |
| Lonk 1938–45: Kleinseenwalde  |                 |
| Strusken                      |                 |
| Wisno                         |                 |
| Wyrog 1938–45: Neuseenwalde   | Wyrok           |

#### Pfarrer
An der Kirche in Klein Jerutten amtierten als evangelische Geistliche die Pfarrer:
- Johann Biegon, 1710–1734
- Michael Sinogowitz, 1734–1758

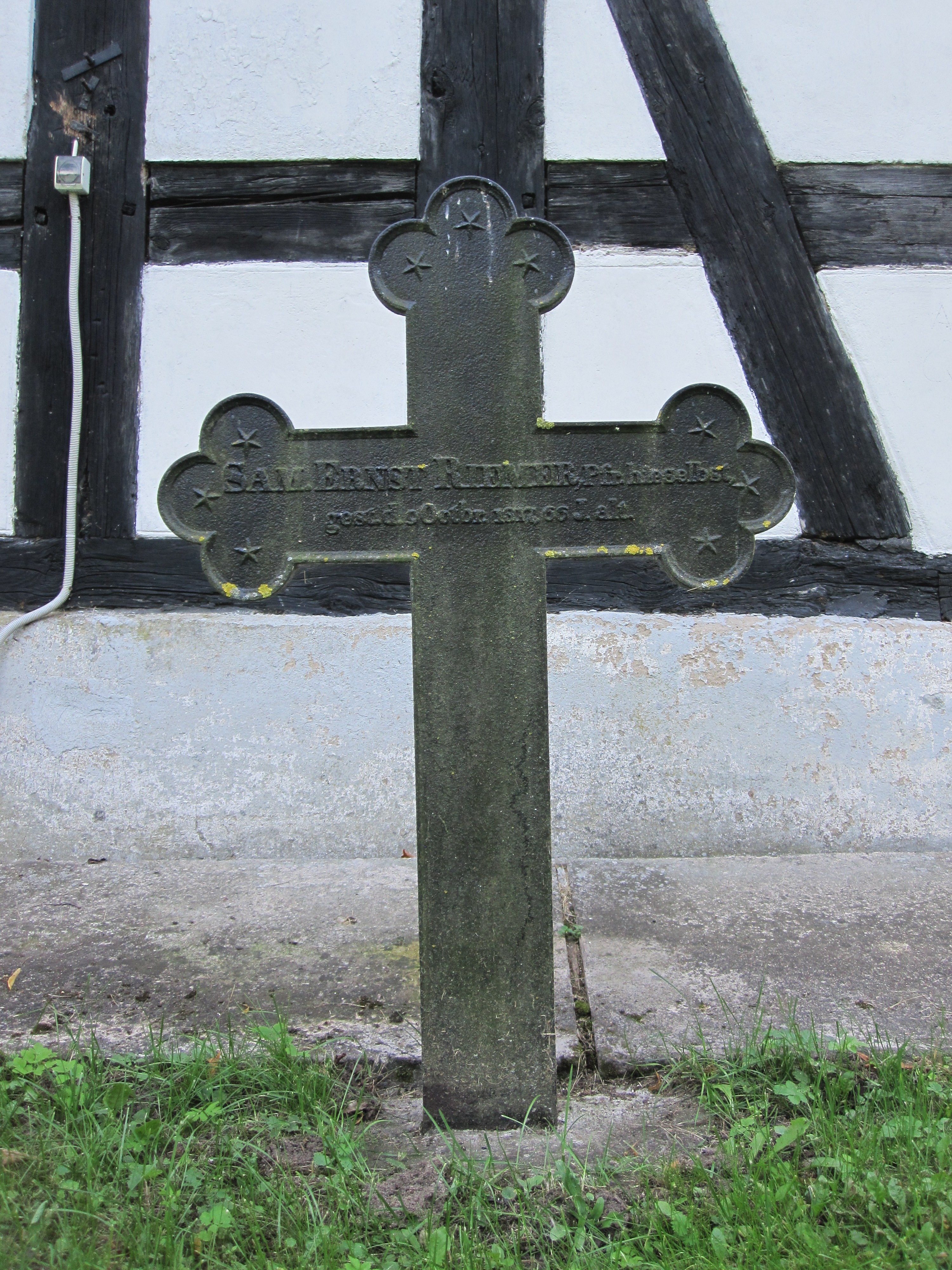
Grabkreuz für Pfarrer Samuel Ernst Riemer

- Johann Christoph Sinogowitz, 1758–1772
- Johann Ernst Nordhoff, 1772–1802
- Samuel Ernst Riemer, 1802–1817
- Gottlieb Briese, 1818–1819
- Jacob Czygan, 1819–1840
- Friedrich W.B. Brachvogel, 1840–1841
- Friedrich Ludwig Riemer, 1841–1869
- Rudolf Carl Rudnick, 1846–1853[8]
- Franz Ludw.A. Paczynski, 1853–1859
- Reinhold Ludwig Jacobi, 1869–1871
- Friedrich Heym. Claudius, 1869–1900
- Alexander August Metschies, 1898
- Franz Pilchowski, 1901–1926
- Wladislaus Przybylski[9], 1910–1920
- Paul Pachaly, 1926–1928
- Joh. Sam. Barth. R. Ehmer, 1940–1943
- Heinz Günther Fehr, 1941
- Heinz Martin Wiesner, 1942–1945

#### Kirchenbücher
Von den Kirchenbuchunterlagen sind erhalten und werden bei der Deutschen Zentralstelle für Genealogie (DZfg) in Leipzig aufbewahrt:
- Taufen: 1754–1819, 1805–1817, 1850–1875
- Trauungen: 1754–1770, 1805–1840, 1866–1874
- Begräbnisse: 1795–1840, 1854–1861, 1873–1875.

### Römisch-katholisch
Die römisch-katholische Bevölkerung in der Region Klein Jerutten gehörte bis 1945 zur Pfarrkirche in Ortelsburg (polnisch Szczytno) im Dekanat Masuren I im damaligen Bistum Ermland. Nach dem Zweiten Weltkrieg siedelten sich hier zahlreiche polnische Neubürger an, die fast ausnahmslos katholischer Konfession waren. Sie beanspruchten das bisher evangelische Gotteshaus für sich, das in den 1980er Jahren schließlich der römisch-katholischen Kirche übereignet wurde. Das dem Maximilian Kolbe gewidmete Gotteshaus ist heute eine Filialkirche der Pfarrei Świętajno (Schwentainen, 1938 bis 1945 Altkirchen) im Dekanat Rozogi (Friedrichshof) innerhalb des Erzbistums Ermland.